# Ambrogio Calepio
Ambrogio Calepio, detto Calepino (Castelli Calepio, 1435 circa – Bergamo, 1511), è stato un umanista e latinista italiano, noto per il Dictionarium latinum, una monumentale opera di natura lessicografica ed enciclopedica sulla lingua latina.

## Biografia

### Origini
Ambrogio Calepio (detto Calepino), il cui nome di battesimo era Giacomo (ma universalmente conosciuto come Ambrogio), era figlio naturale del conte Trussardo da Calepio e di Caterina de Bucellenis di ricca e nobile famiglia di bergamasca in una data che, in mancanza di documenti certi, viene collocata tra il 1435 e il 1440, nella vicinia di san Michele al Pozzo Bianco. Giacomo ebbe due fratelli: Marco, pure figlio naturale, e Nicolino al quale passarono per eredità i beni della famiglia.

### Formazione e studi
Il conte Trussardo garantì un'istruzione di buon livello al figlio lasciandogli un patrimonio di duemila lire vincolati al compimento dei suoi venticinque anni, come i centocinquanta scudi d'oro lasciati in deposito presso la congregazione della Misericordia Maggiore lasciatigli da Giovanni di Marco da Rudiano, sempre al raggiungimento del venticinquesimo compleanno, il quale, seguendo la tradizione per i cadetti delle famiglie nobili, o forse era la tradizione obbligata per quelli che erano nati al di fuori del matrimonio, nel 1458 entrò nel convento dell'ordine degli eremitani di Sant'Agostino, dove, nel 1459 prese il nome di Ambrogio.  Visse il periodo della controriforma.
Il 26 luglio 1458, avendo raggiunto i diciotto anni e l'emancipazione, rinunciò alla ricca eredità paterna a favore della congregazione osservante. Parte di questa venne utilizzata per la creazione del polittico dorato opera del Maestro del 1458 conservato nell'Accademia Carrara. Parte dell'eredità non fu concessa al convento, ma il fratello Nicolino, che la gestiva e che era il tutore del giovane, la divise in più parti versare in seguito. Successivamente si creò una diatriba tra Nicolino e il convento per il pagamento dell'eredità, Ambrogio, in un documento del 1460 dichiarò di avere vent'anni, questo porterebbe la sua data di nascita al 1440.
Dopo avere svolto il noviziato in numerosi monasteri di città lombarde (Milano, Cremona, Brescia e Mantova), ritornò nella propria città natale dove ebbe modo di affinare le proprie conoscenze, tanto che cominciò a dedicarsi alla preparazione di un vocabolario, dedicandosi agli studi umanistici per approfondire i testi classici latini ritenendo che le antiche culture fossero fondamentali per cogliere il significato delle scritture. Studiò testi anche di autori profani, e lo fece per una preparazione personale. Malgrado fosse convinto che le opere classiche fossero perfette, si rese presto conto che la loro traduzione aveva alcune deficienze e necessitavano di integrazioni per questo operò per la creazione di un testo che aiutasse la lettura di questi testi. Forse avrebbe voluto approfondire anche gli studi filosofici per potersi dedicare alla predicazione, che era il servizio precipuo dell'ordine, cosa che non gli fu mai consentita par a causa di un suo problema refragante natura, forse troppo timido o forse leggermente balbuziente.

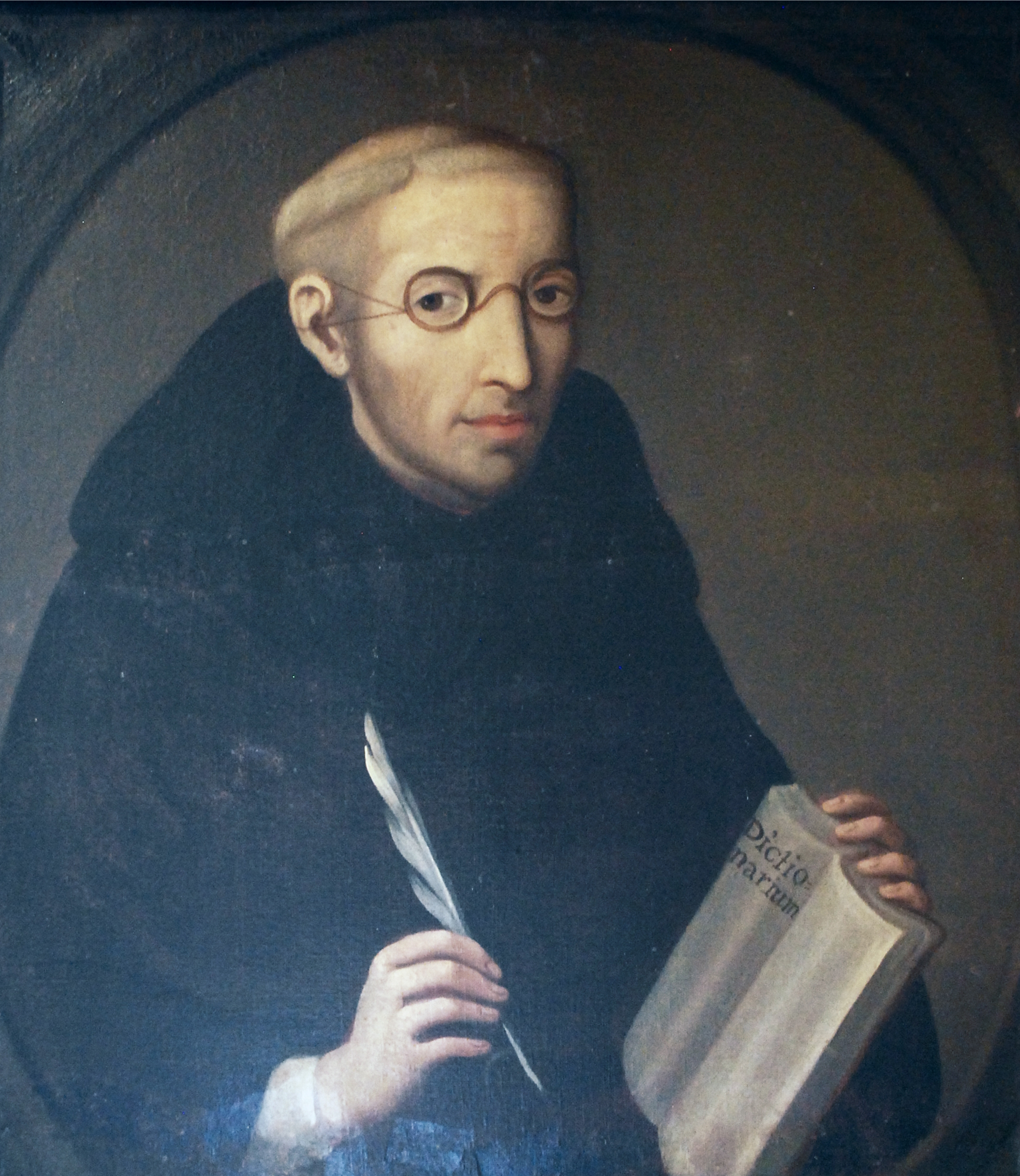
Ambrosio Calepino

La prima edizione del Dictionarium latinum fu pubblicata nel 1502 dal tipografo emiliano Dionisio Bertocchi, dopo ben due decenni di studio del Calepio, ma fu considerata incompleta a causa di omissioni e aggiunte inopportune eseguite dal tipografo stesso. Il dizionario prese il nome di Calepino a omaggio del suo creatore, nome con cui vengono riconosciuti in genere i vocabolari.
Fra Ambrogio si mise subito al lavoro per migliorare e completare la sua opera, realizzandone in breve tempo una seconda edizione.
Nella prima edizione il dizionario era monolingue in latino e conteneva molte citazioni. La seconda edizione, pubblicata nel 1509, era invece in quattro lingue: ebraico, greco, latino e italiano.
Calepio continuò la sua opera lessicografica ma, anche a causa della sopraggiunta cecità, non riuscì a vedere il risultato finale delle sue fatiche.
Morì nel suo convento nel 1511 e la sua opera fu portata a termine dai suoi confratelli. I risultati si videro nel 1520, quando il bergamasco Bernardino Benaglio stampò la ventiquattresima edizione del vocabolario, considerata quella definitiva. L'opera divenne famosa in tutta Europa come «Calepinus» o «Calepino», in onore del suo autore, e la sua ampia notorietà fu dovuta anche al fatto che, assunse poi un carattere poliglotta, con versioni in numerose lingue moderne. Ben duecentoundici furono le riedizioni stampate dal 1502 al 1779, stampe che portarono l'opera a subire numerosi cambiamenti.
Nella lingua italiana la parola "calepino" è divenuto termine antonomasico per "vocabolario", usato anche in contesti scherzosi. Il termine fu indicato anche in alcuni testi letterari tra questi citato anche da Giovanni Verga e Alessandro Manzoni, 
l termine "Calepino" era anche usato per indicare qualsiasi volume erudito, venendo usato anche in letteratura.